# P.Y.T. (Pretty Young Thing)
P.Y.T. (Pretty Young Thing) — пісня американського співака Майкла Джексона, що увійшла в його шостий альбом Thriller. Оригінальна версія була написана Грегом Філінгенсом, а альбомна — Джеймсом Інграмом. Обидві сестри Джексона, Джанет і ЛаТойа, взяли участь у записуванні бек-вокалу. Пісня досягла 10-го місця у чарті Billboard Hot 100, таким чином ставши шостим синглом цього альбому досягнувшим Топ-10. В Британії пісня досягла 11-ї позиції, а в Бельгії зайняла найкращу свою позицію — 6.

## Чарти
| Чарт (1983)                      | Пікова позиція |
| -------------------------------- | -------------- |
| Belgian Singles Chart            | 6              |
| Canadian Singles Chart           | 24             |
| Dutch Singles Chart              | 14             |
| German Singles Chart             | 51             |
| UK Singles Chart                 | 11             |
| U.S. Billboard Hot 100           | 10             |
| U.S. R&B Singles Chart           | 46             |
| Чарт (2009)                      | Пікова позиція |
| U.S. Billboard Hot Digital Songs | 14             |
| UK Singles Chart                 | 98             |